# 源為行
源 為行（みなもと の ためゆき、生没年不詳）は、平安時代後期の武将。通称は片切源太。官職は兵庫助（『尊卑分脈』）。蔵人大夫片切源八為基の子。源八は父のものの誤記。

## 概要
片切郷・飯嶋郷・大嶋郷・名子郷・赤須郷地頭。伊那源氏の片切氏の二代目当主として片切郷に居住したと考えられている。
また、上記の兵庫助の官職を有したとされることから、父と同じく都で活動した時期を有した可能性がある（『尊卑分脈』）。
複数の子息があり、本領・片切郷のほか隣接する飯嶋郷、大嶋郷、名子郷をそれぞれ分知している。

## 系譜
- 父：片切為基
- 母：不明
- 妻：不明
  - 男子：片切為重 - 弥太郎[2]。保元の乱で討死。子孫なし。
  - 男子：片切為綱 - 二郎大夫。子孫は飯嶋氏[3]・岩間氏。
  - 男子：片切行実 - 三郎大夫。信濃藤沢合戦で討死。子孫なし。
  - 男子：片切行心 - 四郎禅門[4]。子孫は田島氏。
  - 男子：片切景重 - 小八郎大夫。平治の乱で討死。子孫は名子氏。
  - 男子：片切為遠 - 七郎。子孫は片切氏（嫡流）・赤須氏。
  - 男子：大嶋宗綱 - 八郎。子孫は大嶋氏。